# 新潟市立黒埼南小学校
新潟市立黒埼南小学校（にいがたしりつ くろさきみなみしょうがっこう）は、新潟県新潟市西区木場にある公立小学校。

## 学校の沿革と概要
新潟市立黒埼南小学校は、明治初期からの歴史を持つ旧木場小学校、旧板井小学校、旧黒鳥小学校の3校統合により、平成16年4月に開校した。

校区は、水田耕作を中心に、全国的に知名度が上がってきたくろさき茶豆の生産が盛んな農村地帯で、比較的規模の大きな農家が多い地域である。

統合した3校の校区はそれぞれの地域文化をもっており、児童は地域住民の指導を受けながら伝統芸能の継承に取り組んでいる。

学校田での田植えや稲刈りに加え、くろさき茶豆の苗植え・収穫を、学校行事や総合的な学習に取り入れて、特色ある学校づくりに努めている。

平成29年度の児童数は151名。

## 教育目標

### 「なかよく　やりぬき　たかまる子」

#### なかよく
平成16年の三校統合による本校創立から、みんなで助け合って学校の新たな校風や伝統をつくり上げていくことを、第一に位置づけている。

やさしい気持ちで相手を思いやり、助け合っていく子どもの育成を目指している。

#### やりぬく
「あきらめず」最後まで「やりぬく」子どもの強さを育てる。つらいときにも目標に立ち向かう強い心をもった、たくましい子どもの育成を目指す。
　

#### たかまる子
常に向上心をもって自ら学ぶ資質の育成が、これからの時代を生きる子どもたちに必要である。

しっかり話を聞き、分かるまで考え、自分の気持ちや考えをはっきり伝えることができる子どもの育成を目指す。

## 学校教育ビジョン
- 学校教育ビジョンを参照。

## 校章
黒埼南小学校校章は開校にあたって3校の児童から募集した図案を元に制定された。

校区が、木場、北場、緒立、板井、黒鳥の5地区で構成されており、全国的に知名度が上がってきたくろさき茶豆の生産が盛んな農村地帯であることや、校庭を取り囲むように植えられた桜などがデザインに生かされている。

校名でもあり学校所在地の旧字名でもある「南」の文字を、桜の花びらの中央に配置し、それらを旧3小学校統合の和を表す3粒入りの枝豆5つで取り囲んだデザインとなっている。

## 通学区域
- 板井、大潟、緒立流通一丁目・二丁目、木場、北場、黒鳥、流通一丁目～三丁目
- 金巻
- 小平方
- 鳥原

## 進学先中学校
- 新潟市立黒埼中学校

## 交通
- 新潟交通 W8味方・月潟線 「木場」バス停より徒歩 約10分
- E8北陸自動車道 黒埼スマートインターチェンジより車 約5分
- 国道116号（新潟西バイパス） 亀貝インターチェンジより車 約15分